# Lista över biskopar av Salamanca
Följande personer har varit biskopar av Salamanca (Spanien):
- San Pío (cirka 83)
- Cetulo (cirka 203)
- Salutato (cirka 223)
- Pedro I. (cirka 245)
- Pedro II. (cirka 269)
- Germanus (cirka 298)
- Savio (cirka 305)
- Johannes (cirka 332)
- Juvencio (cirka 337)
- Eleuterio (cirka 589)
- Teveristo (cirka 610)
- Hiccila (cirka 633-638)
- Egereto (cirka 646-656)
- Justo (cirka 666)
- Providencio (cirka 681)
- Olemundo (cirka 683-693)
- Quindulfo (cirka 830)
- Dulcidio I (cirka 876)
- Sebastian I (cirka 880)
- Fredesindo (cirka 898)
- Dulcidio II (cirka 921)
- Teodomundo (cirka 960)
- Salvato (cirka 973)
- Sebastián II (cirka 987)
- Gonzalo I. (cirka 1022)
- Jerónimo de Perigord (1102-1120)
- Giraldo (1121-1124)
- Munio (1124-1130)
- Alonso Pérez (1130-1131)
- Navarro (1133)
- Berengario (1135-1150)
- Iñigo Navarro (1152-1159)
- Ordoño (1159-1164)
- Gonzalo II. (1165-1166)
- Pedro Suárez de Deza (1166-1173)
- Vidal (1173-1194)
- Gonzalo Fernández (1195-1226)
- Diego (1226)
- Pelagio (1227)
- Martín (1229-1245)
- Mateo (1246-1247)
- Pedro Pérez (1247-1264)
- Domingo Martínez (1264-1267)
- Gonzalo Rodríguez (1273-1279)
- Nuño (1278) (Electus)
- Pedro Suárez (1279-1286)
- Pedro Fechor (1286-1304)
- Alfonso (1306-1309)
- Pedro (1310-1324)
- Bernardo (1324-1327)
- Gonzalo (1327-1329)
- Alonso (1330)
- Lorenzo (1330-1335)
- Lorenzo y Rodrigo Díaz (1335-1339)
- Juan Lucero (1339-1361)
- Alfonso I (1361-1375)
- Alfonso II (1375-cirka 1382)
- Juan de Castellanos O.P. (1382-cirka 1387)
- Pedro (1387-cirka 1389)
- Carlos de Guevara (1389-1392)
- Diego de Anaya Maldonado (1392-1407)
- Alfonso III (1408)
- Gonzalo de Alba (1408-1412)
- Alfonso de Cusanza (Alfonso IV) (1412-1422)
- Sancho López de Castilla (1423-1446)
- Alfonso V (1446)
- Gonzalo de Vivero (1447-1482)

Rafael Sansoni Riario (1482-1483) (Apostolisk administrator)
Diego Meléndez de Valdés (1483-1491) (Electus)
Hernando de Talavera (1483-1485) (Apostolisk administrator)
Pedro de Toledo (1485-1491) (Apostolisk administrator)
Oliverio Caraffa (1491-1492) (Apostolisk administrator)
- Diego de Deza O.P. (1494-1498)
- Juan de Castilla (1498-1510)
- Francisco de Bobadilla (1510-1529)
- Luis Cabeza de Vaca (22 juni 1530 - 14 april 1537)
- Rodrigo Mendoza Manrique (1537-1545)
- Pedro Castro Lemos (1545-1553)
- Pedro Acuña Avellaneda (1555-1555)
- Francisco Manrique de Lara (1556-1560)
- Pedro González Mendoza (1560-1574)
- Francisco Soto Salazar (1576-1578)
- Fernando Tricio Arenzana (1578-1578)
- Jerónimo Manrique Figueroa (1579-1593)
- Pedro Junco Posada (1598-1602)
- Luis Fernández de Córdoba Portocarrero (1602-1615)
- Diego Ordóñez, O.F.M. (1615-1615)
- Francisco Hurtado de Mendoza y Ribera (1616-1621)
- Antonio Corrionero (1621-1633)
- Cristóbal de la Cámara y Murga (1635-1641)
- Juan Valenzuela Velázquez (1642-1645)
- Juan Ortiz de Zárate (1645-1646)
- Francisco Díaz Alarcón y Covarrubias (1646-1648)
- Pedro Carrillo y Acuña (1648-1655)
- Juan Pérez Delgado (11 oktober 1655 - 15 januari 1657)
- Antonio Peña Hermosa (1657-1659)
- Francisco Díaz de Cabrera (1660-1661)
- Gabriel Esparza (1662-1670)
- Francisco de Seijas y Losada (1670-1681)
- Pedro de Salazar (1681-1686)
- José Cosio Barreda (1687-1689)
- Martín de Azcargorta (1689-1693)
- Francisco Calderón de la Barca (1693-1712)
- Silvestre García Escalona (13 juni 1714 - 20 april 1729)
- José Sancho Granado (19 mars 1730 - 30 september 1748)
- José Zorrilla Sanmartín (20 januari 1749 - 30 september 1762)
- Felipe Beltrán Serrano (18 juli 1763 - 30 november 1783)
- Andrés José Barco Espinosa (27 juni 1785 - 17 april 1794)
- Felipe Antonio Fernández Vallejo (12 september 1794 - 18 december 1797)
- Antonio Tavira Almazán (14 augusti 1798 - 8 januari 1807)
- Gerardo José Andrés Vázquez Parga, O. Cist. (3 augusti 1807 - 16 september 1821)
- Agustín Lorenzo Varela Temes (20 maj 1824 - 21 mars 1849)
- Salvador Sanz Grado (7 januari 1850 - 21 januar 1851)
- Antolín García Lozano (5 september 1851 - 15 maj 1852)
- Fernando de la Puente y Primo de Rivera (27 september 1852 - 27 september 1857)
- Anastasio Rodrigo Yusto (25 september 1857 - 26 september 1867)
- Joaquín Lluch y Garriga, O.C.D. (13 mars 1868 - 16 januari 1874)
- Narciso Martínez Izquierdo (16 januari 1874 - 27 mars 1884)
- Tomás Jenaro de Cámara y Castro, O.S.A. (27 mars 1885 - 16 maj 1904)
- Francisco Javier Valdés y Noriega, O.S.A. (14 november 1904 - 22 januari 1913)
- Julián de Diego y García Alcolea (18 juli 1913 - 27 juli 1923)
- Ángel Regueras y López (26 oktober 1923 - 28 december 1924)
- Francisco Frutos Valiente (14 december 1925 - 24 januari 1933)
- Enrique Plá y Deniel (28 januari 1935 - 3 oktober 1941)
- Francisco Barbado Viejo, O.P. (10 april 1942 - 29 april 1964)
- Mauro Rubio Repullés (7 juli 1964 - 12 maj 1995)
- Braulio Rodríguez Plaza (12 maj 1995 - 28 augusti 2002)
- Carlos López Hernández (9 januari 2003-...)